# Seeburg Corporation
Seeburg era uma empresa americana de design e fabricação de equipamentos musicais automatizados. Até 1956 a companhia era familiar e foi fundada por Justus Percival Sjöberg, de Gotemburgo, Suécia, a Seeburg era considerada uma das "quatro grandes" das principais empresas fonográficas.
Quando eles primeiramente começaram a fazer jukeboxes, o disco de vinil de 78 rpm foi a escolha para as máquinas, e somente algumas poucas seleções podiam ser tocadas em uma máquina. Isso mudou com a chegada do modelo Seeburg M100A, que podia tocar 50 discos (em ambos os lados) com um total de 100 seleções, uma variedade nunca dantes ouvida na época. Em 1950 a Seeburg veio com sua primeira jukebox comercial designada para tocar o (então) novo disco de 45 rpm. Posteriormente eles aumentaram o número de discos de 50 para 80 e 100 por máquina.
A Seeburg começou a diversificar suas linhas de produtos em 1959 com a introdução de tocadores de música de fundo, que usavam discos especiais de 9 polegadas e 16⅔ rpm.  Seeburg adquiriu Williams (pinball e outros jogos) e Gulbransen (órgãos eletrônicos e baterias eletrônicas) em 1964 e a HN White Company (instrumentos de metal e sopro) em 1965.
Durante a década de 1970, a Seeburg enfrentou dívidas e um mercado em declínio para seus produtos musicais decretando falência em 1979 asendo então dividida em duas companhias com a criação da Seeburg Phonograph Division que não sobreviveu, com a corte judicial fechando-a em setembro de 1979. A Stern Electronics comprou todas as ações da produção da Seeburg à mão e começou a produzir jukeboxes "Stern/Seeburg". Isso perseverou por poucos anos, e a Stern/Seeburg também foi forçada a fechar. As ações da empresa foram então compradas pela empresa baseada em Los Angeles, Jukeboxes Unlimited, em setembro de 1980.
Algumas poucas outras tentativas foram feitas para usar o nome Seeburg, todas falhas. Uma última tentativa foi feita para salvar a companhia no final da década de 1980. Essa tentativa foi chamada "The Seeburg Phonograph Company" e foi feita por alguns dos empregados "originais" da Seeburg. Foi a primeira companhia produzir tocadores de CDs. Ela permaneceu em operação por poucos anos, e várias jukeboxes de CD foram feitas naquele tempo. No final o que restou da companhia fechou e nada restou nos dias de hoje.
A Seeburg trouxe muitas inovações as jukebox, incluindo mais seleções, discos de 45 rpm e mecanismos de CD, e grandes detalhes cromados e luzes brilhantes.